# MSNBC
MSNBC é um canal televisão por assinatura estadunidense especializado em notícias, pertencente à divisão NBCUniversal News Group da NBCUniversal, subsidiária da Comcast. Foi lançado em 15 de julho de 1996, com sede no 30 Rockefeller Plaza em Manhattan, e transmite principalmente cobertura contínua de notícias e comentários políticos de tendência liberal. Em agosto de 2025, foi anunciado que o canal passaria a se chamar MS NOW, sigla de My Source | News | Opinion | World (em português: Minha Fonte | Notícias | Opinião | Mundo), como parte de seu futuro desligamento da NBCUniversal.
A MSNBC foi criada como uma parceria entre a NBC News e a Microsoft, tendo seu nome formado pela junção de MSN e NBC. A parceria incluía tanto o canal quanto o site de notícias MSNBC.com. A Microsoft vendeu sua participação no canal em 2005 e no site em 2012; após isso, o site passou a se chamar NBCNews.com, vinculando-se mais diretamente à NBC News, enquanto o MSNBC.com tornou-se voltado exclusivamente ao conteúdo do canal e suas análises opinativas.
A MSNBC inicialmente priorizava a cobertura contínua de notícias, com reportagens mais longas, programas interativos e matérias enviadas pelas redações locais das afiliadas da NBC. No fim dos anos 2000, passou a dar destaque a programas de opinião, conduzidos por comentaristas de perfil liberal. Já em meados da década de 2010, diante da queda na audiência, a emissora retomou o espaço dedicado às notícias factuais e acrescentou programas apresentados por jornalistas da NBC News. Sob nova direção, a partir dos anos 2020, a MSNBC começou a reduzir gradualmente a dependência da NBC News e de seus profissionais, ao mesmo tempo em que voltou a expandir a programação opinativa em faixas como as manhãs e os finais de semana.
No primeiro trimestre de 2025, a MSNBC foi o segundo canal de notícias da TV por assinatura mais assistido, com média de 593 mil espectadores diários, atrás da Fox News e à frente da CNN. Nesse período, o programa The Rachel Maddow Show foi o único fora da Fox News entre os 15 mais assistidos.

## História

### 1996–2001: Fundação e primeiros anos
MSNBC foi criada em 1996 a partir de uma parceria estratégica entre a NBC e a Microsoft. O executivo da NBC Tom Rogers desempenhou papel central na negociação, enquanto James Kinsella, executivo da Microsoft, presidiu o componente online, o msnbc.com. A Microsoft investiu 221 milhões de dólares para uma participação de 50% no canal, e ambas as empresas compartilharam os custos de um estúdio de 200 milhões de dólares em Secaucus, Nova Jersey. O canal sucedeu o efêmero America's Talking.
O canal foi lançado em 15 de julho de 1996, com cobertura de notícias, entrevistas e comentários. Após os ataques de 11 de setembro de 2001, MSNBC passou a transmitir notícias contínuas de forma complementar à programação da NBC, aumentando seu perfil jornalístico. Nesse período, contratou diversos comentaristas e adotou o slogan “America's News Channel”.

### 2005–2015: Consolidação e crescimento
Em dezembro de 2005, a NBC Universal adquiriu mais 32% do canal da Microsoft, consolidando seu controle sobre a operação televisiva. A MSNBC começou então a atrair maior público liberal e progressista, especialmente com o programa Countdown With Keith Olbermann.
Em 2006, Dan Abrams assumiu como gerente geral e promoveu mudanças na programação do início da noite e do horário nobre, incluindo a estreia de programas como Tucker e MSNBC Investigates. Em setembro de 2007, Abrams deixou o cargo e a supervisão do canal passou para Phil Griffin, vice-presidente sênior da NBC.
Em 22 de outubro de 2007, MSNBC e NBC News começaram a transmitir de novos estúdios no complexo 30 Rockefeller Plaza em Nova Iorque, centralizando toda a operação de notícias. O antigo estúdio em Secaucus foi posteriormente ocupado pela MLB Network em 2009.
Entre meados de 2007 e meados de 2008, a MSNBC registrou um aumento significativo em audiência nos índices Nielsen, com a audiência do horário nobre crescendo 61%. A morte repentina de Tim Russert, em junho de 2008, deixou a emissora sem a pessoa considerada pelo The Wall Street Journal como sua "bússola", iniciando um período de transição.
Durante a eleição presidencial de 2008, a cobertura política do canal, apresentada por Keith Olbermann, Chris Matthews e David Gregory, contribuiu para um crescimento de 158% na audiência nos três primeiros meses. Olbermann e Matthews foram posteriormente afastados devido a críticas sobre comentários com viés à esquerda. A MSNBC superou a CNN em audiência no horário nobre nos últimos três meses da campanha, na faixa etária chave de 25–54 anos.
Em setembro de 2008, Rachel Maddow foi contratada para apresentar The Rachel Maddow Show, programa que se tornou um sucesso de audiência e competitivo em seu horário.
No primeiro trimestre de 2010, a MSNBC superou a CNN em audiência no horário nobre e no total do dia, pela primeira vez desde 2001. O canal manteve essa liderança ao longo de 2010, sendo o canal de notícias a cabo mais assistido entre espectadores afro-americanos e hispânicos.
Em 16 de julho de 2012, a Microsoft vendeu sua participação no site MSNBC.com para a NBCUniversal, que rebatizou o site como NBCNews.com. O NBCUniversal News Group foi criado em 19 de julho de 2012, sob a presidência de Pat Fili-Krushel, e atua como a divisão de notícias da NBCUniversal, reunindo as unidades NBC News, CNBC e MSNBC..
Em 2014, a audiência da MSNBC na faixa etária de 25–54 anos caiu 20%, ficando em terceiro lugar atrás da CNN, mas manteve a liderança entre espectadores hispânicos e afro-americanos.

### 2015–2024: Mudanças e aumento de audiência
Em 2015, Andrew Lack tornou-se presidente da NBC News e da MSNBC, determinando a redução de programas de opinião e o fortalecimento da integração com a NBC News. Phil Griffin iniciou a transição da MSNBC para uma programação de notícias mais tradicional, substituindo quase todos os programas opinativos diurnos por programas apresentados por jornalistas da NBC News, como Brian Williams, Jose Diaz-Balart, Chuck Todd e Kate Snow. O novo visual da rede estreou no final do verão de 2015.
Entre 2016 e 2017, a MSNBC lançou novos programas como Dateline Extra, The 11th Hour with Brian Williams, For the Record with Greta (substituído por The Beat with Ari Melber) e Deadline: White House de Nicolle Wallace. O canal começou a valorizar mais a marca NBC News na programação diurna e passou a usar o slogan "This is who we are" ("É assim que somos"). Durante este período, a MSNBC alcançou pela primeira vez o topo da audiência no horário nobre, superando CNN e Fox News.
Em dezembro de 2020, Rashida Jones foi anunciada como futura presidente da MSNBC, com planos de investir em documentários e diferenciar claramente notícias e análise.
Em janeiro de 2021, a MSNBC atingiu sua semana de maior audiência após o Ataque ao Capitólio dos Estados Unidos em 2021, superando a Fox News pela primeira vez desde 2000.
Em 29 de março de 2021, a MSNBC introduziu um logotipo e identidade visual renovados, incluindo a reformulação do bloco de notícias contínuas MSNBC Live para MSNBC Reports, com cada bloco trazendo o nome do âncora, seguindo o modelo do programa diurno Andrea Mitchell Reports. Sob a liderança de Rashida Jones, a MSNBC reduziu a integração mais estreita com a NBC News, com algumas personalidades priorizando contribuições para o canal de streaming NBC News Now.
Em julho de 2021, a MSNBC expandiu sua presença no serviço de streaming Peacock com o hub "The Choice by MSNBC", oferecendo programas originais de notícias e opinião com personalidades como Mehdi Hasan, Zerlina Maxwell e Sam Seder.
Brian Williams deixou a rede no final de 2021, sendo substituído por Stephanie Ruhle em The 11th Hour. Rachel Maddow entrou em hiato prolongado, retornando em maio de 2022 para apresentar o programa apenas às segundas-feiras, com anfitriões convidados durante o restante da semana. Em 16 de agosto de 2022, Alex Wagner assumiu permanentemente o horário de Maddow com o programa Alex Wagner Tonight.
Em março de 2022, foi anunciado o lançamento de um hub na Peacock para substituir "The Choice by MSNBC", oferecendo streaming sob demanda de programas, especiais e documentários.
Entre 2022 e 2023, a MSNBC expandiu blocos de programas diurnos, lançou novos programas como Inside with Jen Psaki e promoveu ajustes em horários de âncoras, incluindo a rotação de apresentadores em All in with Chris Hayes e a substituição do horário de segunda-feira pelo Inside with Jen Psaki.
Em janeiro de 2024, a MSNBC reformulou sua programação de fim de semana com o lançamento do programa em painel The Weekend, apresentado por Alicia Menendez, Symone Sanders-Townsend e Michael Steele.

### 2024-presente: Cisão, reestruturação e MS NOW
Em 20 de novembro de 2024, a NBCUniversal anunciou a intenção de alienar a maioria de seus canais a cabo, incluindo a MSNBC, criando a empresa Versant.
Em janeiro de 2025, The Rachel Maddow Show retornou temporariamente à programação semanal, enquanto Rashida Jones anunciou sua saída da presidência da MSNBC, sendo substituída interinamente por Rebecca Kutler, que assumiu oficialmente em fevereiro de 2025.
Entre fevereiro e maio de 2025, Kutler promoveu mudanças na grade, incluindo o cancelamento de The ReidOut, Alex Wagner Tonight e The Katie Phang Show, e o lançamento de novos programas como The Weeknight e The Briefing with Jen Psaki. Blocos de MSNBC Reports foram ajustados e o painel The Weekend foi reformulado.

Em 18 de agosto de 2025, como parte da cisão entre NBCUniversal e Versant, foi anunciado que a MSNBC seria renomeada para MS NOW, reforçando sua desvinculação com a NBC News.